# 22858 Suesong
22858 Suesong è un asteroide della fascia principale. Scoperto nel 1999, presenta un'orbita caratterizzata da un semiasse maggiore pari a 2,3396246 UA e da un'eccentricità di 0,0492840, inclinata di 5,74648° rispetto all'eclittica.